# Larée
Larée är en kommun i departementet Gers i regionen Occitanien i sydvästra Frankrike. Kommunen ligger i kantonen Cazaubon som tillhör arrondissementet Condom. År 2022 hade Larée 237 invånare.

## Befolkningsutveckling
Antalet invånare i kommunen Larée
Referens:INSEE